# Big Hero 6 (film)
Big Hero 6 er en amerikansk computeranimationsfilm fra 2014, som er baseret på serien af samme navn fra Marvel Comics. Den havde premiere ved Tokyo International Film Festival den 23. oktober 2014 og vises i Danmark fra den 29. januar 2015.